# کلیسای ارتدوکس یونانی سنت مری تهران

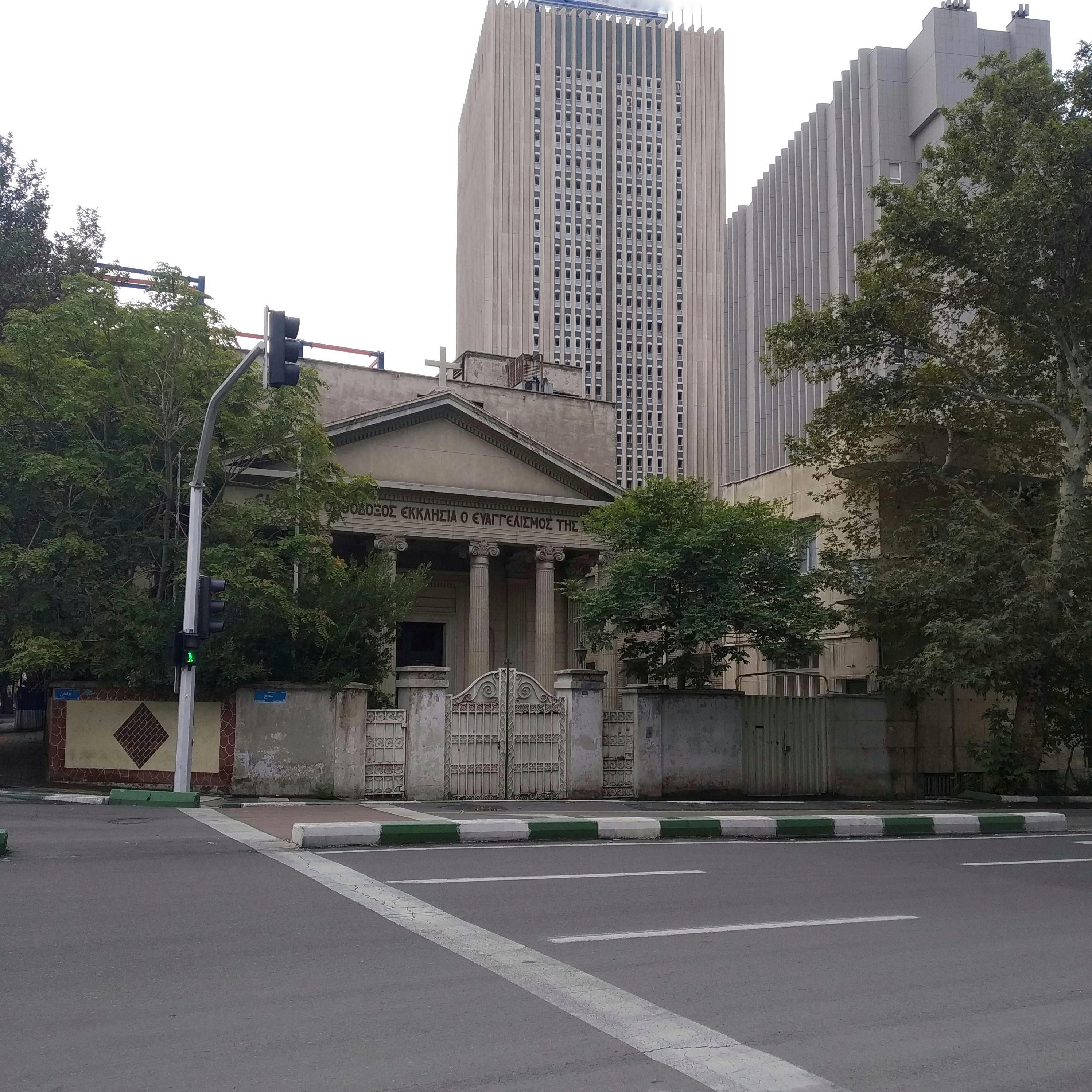
کلیسای ارتدوکس یونانی سنت مری تهران

کلیسای ارتدوکس یونانی سنت مری تهران در تهران واقع شده‌است.  این کلیسا در سال ۱۹۵۱ برای خدمت به جامعه یونانی آن موقع تأسیس شد که در دهه ۱۹۶۰ و ۱۹۷۰، قبل از انقلاب اسلامی، ۳۰۰۰ نفر بودند. این کلیسا هنگام تأسیس در تقاطع خیابانهای روزولت و تخت جمشید واقع می‌شد. این خیابانها پس از انقلاب اسلامی به ترتیب به طالقانی و مفتح تغییر نام یافتند.